# Eublemma ornatula
Eublemma ornatula är en fjärilsart som beskrevs av Felder 1874. Eublemma ornatula ingår i släktet Eublemma och familjen nattflyn. Inga underarter finns listade i Catalogue of Life.